# ギオルギ・マカリーゼ
ギオルギ・マカリーゼ（Giorgi Makaridze グルジア語: გიორგი მაკარიძე, 1990年3月31日 - ）は、ジョージア（旧国名：グルジア）・トビリシ出身のサッカー選手。CSマリティモ所属。ポジションはGK。

## クラブ経歴
ユース時代をFCディナモ・トビリシで過ごし、2009年1月にル・マンFCに移籍。2011-12シーズンはリーグ・ドゥで27試合に出場。2013年に契約満了後は無所属状態に陥る。
2014年7月1日、CDフェイレンセと契約。加入1年目の2014-15シーズン途中から先発GKを任され、2015-16シーズンはリーガプロ (2部リーグ)ながら36試合に出場。チームはリーグ3位に入り、2011-12シーズン以来のプリメイラ・リーガ復帰に導いた。
2016年7月1日、モレイレンセFCと契約。1年目の2016-17シーズンは先発GKを任され、リーグ戦33試合に出場。国内カップ戦タッサ・ダ・リーガでは、決勝戦でSCブラガを1-0で下し、初優勝を飾った。しかし、2017-18シーズン以降は出場機会を失い、同シーズン途中に移籍したリオ・アヴェFCでも不出場に終わり、2018-19シーズン途中にヴィトーリア・セトゥーバルに移籍。加入後は再び先発GKを任され、トップリーグ残留に貢献した。
2020年9月12日、UDアルメリアと2年契約を結んだ。
2022年7月4日、フリーでSDポンフェラディーナに加入し、2年契約を交わした。

## 代表経歴
FCディナモ・トビリシのチームII時代の2007年に、ジョージア代表に招集され、9月12日のアゼルバイジャン戦に17歳でフル代表初出場。